# Orgullo, Pasión, y Gloria: Tres Noches en la Ciudad de México
Orgullo, Pasión, y Gloria: Tres Noches en la Ciudad de México (або Orgulho, Paixão e Glória: Três Noites na Cidade do México, у португальській версії) - концертний відео-альбом американської треш-метал групи Metallica, який був записаний на концертному майданчику Foro Sol у Мексиці (місто Мехіко) 4, 6 і 7 червня 2009 року під час туру World Magnetic Tour. Передбачалося, що він буде випущений лише у Латинській Америці, але став доступний також у Північній Європі. Запис вийшов у чотирьох форматах:
- DVD, що містить 19 треків
- Blu-ray
- Digipak з DVD і двома CD
- Deluxe версія в сліпкейсі з двома DVD та двома CD

Також альбом містить інтерв’ю з учасниками гурту з іспанськими субтитрами(і португальською для Бразилії). 22 вересня 2010 року в Японії була випущена делюкс версія, яка містила два DVD і два SHM-CD.

## Треклист

### DVD 1
- DVD, DVD/2CD, 2DVD/2CD & Blu-ray

| #       | Назва                         | Тривалість |
| ------- | ----------------------------- | ---------- |
| 1.      | «Opening/The Ecstasy of Gold» | 3:25       |
| 2.      | «Creeping Death»              | 6:26       |
| 3.      | «For Whom the Bell Tolls»     | 5:30       |
| 4.      | «Ride the Lightning»          | 6:37       |
| 5.      | «Disposable Heroes»           | 8:30       |
| 6.      | «One»                         | 8:37       |
| 7.      | «Broken, Beat & Scarred»      | 7:04       |
| 8.      | «The Memory Remains»          | 5:06       |
| 9.      | «Sad but True»                | 6:29       |
| 10.     | «The Unforgiven»              | 6:17       |
| 11.     | «All Nightmare Long»          | 7:49       |
| 12.     | «The Day That Never Comes»    | 7:56       |
| 13.     | «Master of Puppets (пісня)»   | 8:09       |
| 14.     | «Fight Fire with Fire»        | 5:06       |
| 15.     | «Nothing Else Matters»        | 7:13       |
| 16.     | «Enter Sandman»               | 6:44       |
| 17.     | «The Wait»                    | 4:25       |
| 18.     | «Hit the Lights»              | 3:44       |
| 19.     | «Seek & Destroy»              | 11:28      |
| 2:06:35 |                               |            |

### DVD 2
- 2DVD/2CD

| #       | Назва                     | Тривалість |
| ------- | ------------------------- | ---------- |
| 1.      | «That Was Just Your Life» | 7:05       |
| 2.      | «The End of the Line»     | 7:50       |
| 3.      | «Holier Than Thou»        | 3:56       |
| 4.      | «Cyanide»                 | 7:01       |
| 5.      | «Blackened»               | 6:13       |
| 6.      | «Helpless»                | 4:29       |
| 7.      | «Trapped Under Ice»       | 4:34       |
| 8.      | «Turn the Page»           | 5:08       |
| 9.      | «The Prince»              | 4:39       |
| 10.     | «No Remorse»              | 4:33       |
| 11.     | «Fuel»                    | 4:00       |
| 12.     | «Wherever I May Roam»     | 6:53       |
| 13.     | «Harvester of Sorrow»     | 5:52       |
| 14.     | «Fade to Black»           | 7:26       |
| 15.     | «...And Justice for All»  | 10:03      |
| 16.     | «Dyers Eve»               | 4:43       |
| 1:34:25 |                           |            |

### CD 1
- DVD/2CD & 2DVD/2CD

1. "The Ecstasy of Gold" - 1:57
2. "Creeping Death" - 6:20
3. "For Whom the Bell Tolls" - 5:29
4. "Ride the Lightning" - 7:09
5. "Disposable Heroes" - 8:22
6. "One" - 9:05
7. "Broken, Beat & Scarred" - 6:48
8. "The Memory Remains" - 5:32
9. "Sad but True" - 7:05
10. "The Unforgiven" - 5:50

### CD 2
- DVD/2CD & 2DVD/2CD

1. "All Nightmare Long" - 8:04
2. "The Day That Never Comes" - 8:06
3. "Master of Puppets" - 8:13
4. "Fight Fire with Fire" - 6:48
5. "Nothing Else Matters" - 5:57
6. "Enter Sandman" - 8:18
7. "The Wait" - 4:16
8. "Hit the Lights" - 6:33
9. "Seek & Destroy" - 7:37

## Учасники запису
- Джеймс Хетфілд — вокал, ритм-гітара
- Ларс Ульріх — ударні
- Кірк Хеммет — соло-гітара, бек-вокал
- Роберт Трухільйо — бас-гітара, бек-вокал

## Чарти і сертифікації
| Country   | Provider(s) | Peak position | Certification | Sales/ shipments |
| --------- | ----------- | ------------- | ------------- | ---------------- |
| Argentina | CAPIF       | 2             | Platinum      | 40,000+          |
| Brazil    | ABPD        | -             | 3× Platinum   | 90,000+          |
| Mexico    | AMPROFON    | 2             | Platinum      | 60,000+          |